# Oligostachyum
Genre
Synonymes
- Clavinodum T.H.Wen[2]

Oligostachyum est un genre de plantes monocotylédones de la famille des Poaceae, sous-famille des Bambusoideae, originaire de Chine, qui regroupe une quinzaine d'espèces. 
Ce sont des bambous traçants aux feuilles longues et étroites et dont la taille des chaumes aux nœuds renflés, varie selon les espèces, de petite à moyenne. Ils sont originaires de la Chine côtière.

## Liste d'espèces
Selon World Checklist of Selected Plant Families (WCSP) (11 avril 2018) :
- Oligostachyum bilobum W.T.Lin & Z.J.Feng (1994)
- Oligostachyum glabrescens (T.H.Wen) Q.F.Zheng & Z.P.Wang, J. Nanjing Univ. (1990)
- Oligostachyum gracilipes (McClure) G.H.Ye & Z.P.Wang, J. Nanjing Univ. (1990)
- Oligostachyum hupehense (J.L.Lu) Z.P.Wang & G.H.Ye, J. Nanjing Univ. (1988)
- Oligostachyum lanceolatum G.H.Ye & Z.P.Wang, J. Nanjing Univ. (1988)
- Oligostachyum lubricum (T.H.Wen) Keng f., J. Nanjing Univ. (1986)
- Oligostachyum nuspiculum (McClure) Z.P.Wang & G.H.Ye, J. Nanjing Univ. (1982)
- Oligostachyum oedogonatum (Z.P.Wang & G.H.Ye) Q.F.Zhang & K.F.Huang (1982)
- Oligostachyum paniculatum G.H.Ye & Z.P.Wang, J. Nanjing Univ. (1990)
- Oligostachyum puberulum (T.H.Wen) G.H.Ye & Z.P.Wang, J. Nanjing Univ. (1990)
- Oligostachyum pulchellum (T.H.Wen) Keng f. & Y.L.Yang, J. Nanjing Univ. (1990)
- Oligostachyum scabriflorum (McClure) Z.P.Wang & G.H.Ye, J. Nanjing Univ. (1982)
- Oligostachyum scopulum (McClure) Z.P.Wang & G.H.Ye, J. Nanjing Univ. (1982)
- Oligostachyum shiuyingianum (L.C.Chia & But) G.H.Ye & Z.P.Wang, J. Nanjing Univ. (1990)
- Oligostachyum spongiosum (C.D.Chu & C.S.Chao) Q.F.Zheng & Y.M.Lin (1995)
- Oligostachyum sulcatum Z.P.Wang & G.H.Ye, J. Nanjing Univ. (1982)
- Oligostachyum wuyishanicum S.S.You & K.F.Huang (1992)